# Serra de la Portella (Orpí)
|  | Aquest article tracta sobre la Serra de la Portella d'Orpí i Santa Margarida de Montbui. Vegeu-ne altres significats a «Serra de la Portella (Argençola)». |

La Serra de la Portella és una serra situada entre els municipis d'Orpí i Santa Margarida de Montbui a la comarca de l'Anoia, amb una elevació màxima de 623 metres.